# Arquelau (marido de Berenice IV do Egito)
Arquelau foi o segundo marido de Berenice IV do Egito e, junto com a esposa, foi morto por Ptolemeu Auleta, pai de Berenice, quando este foi restaurado.

## Reinado e exílio de Ptolemeu Auleta
Ptolemeu Auleta, faraó do Egito, ganhou este apelido, tocador de flauta, porque se orgulhava de tocar bem a flauta, organizando inclusive concursos no palácio. Auleta tinha três filhas e dois filhos e, quando foi banido do Egito pelos alexandrinos, estes escolheram a sua filha mais velha, que era um filho legítimo, como rainha, ignorando os dois filhos, que eram menores.

## Reinado de Berenice, filha de Auleta
Assim que os alexandrinos estabeleceram Berenice IV, a filha de Ptolemeu Auleta, como rainha do Egito, chamaram, da Síria, Cibiosates, que alegava ser da família real dos reis da Síria, para ser seu marido, porém a rainha, após poucos dias, fez o marido ser estrangulado, porque não aguentava sua rudeza.
Seu próximo marido foi Arquelau, que alegava ser filho de Mitrídates VI do Ponto, mas que era filho de Arquelau, general de Mitrídates que lutou contra Sula  e depois passou para o lado romano.
Arquelau era sacerdote em Comana, no Ponto, e estava se preparando para partir na expedição de Aulo Gabínio contra os partas. Sem o conhecimento de Gabínio, os agentes da rainha o levaram ao Egito, e o proclamaram rei.

## Auleta em Roma
Enquanto isso, Auleta, em Roma, foi recebido por Pompeu, que não apenas recomendou a sua restauração como rei do Egito, como também ordenou a execução dos cem embaixadores enviados contra ele, dentre os quais estava o filósofo Dião de Alexandria.

## Restauração de Ptolemeu Auleta
Aulo Gabínio, que se preparava para uma expedição contra os partas, voltou, e atacou o Egito, para restaurar Ptolemeu Auleta como faraó.
Ao ser restaurado, Ptolemeu Auleta assassinou Arquelau e a própria filha. Ele morreu logo depois, deixando dois filhos e duas filhas, sendo o mais velho dos quatro a famosa Cleópatra.

## Possíveis descendentes
Arquelau foi tio, pai ou avô  de Arquelau da Capadócia. Glafira, filha de Arquelau da Capadócia, casou-se com Alexandre, filho de Herodes, o Grande, e teve vários filhos  e netos.